# Bệnh Carê
Bệnh carê, còn gọi là bệnh sài sốt ở chó, là một bệnh truyền nhiễm cấp tính nguy hiểm thường xảy ra ở chó non, lây lan nhanh và tỷ lệ chết rất cao. Bệnh do vi rút Canine Distemper (CDV) gây ra, virus này có khả năng lây nhiễm thông qua đường hô hấp, tiêu hóa. Bệnh được phát hiện lần đầu tiên ở châu Âu vào năm 1760, là căn bệnh nguy hiểm nhất trên chó trong nửa đầu thế kỷ 19, là một bệnh có tính truyền nhiễm cao, có tính toàn cầu.

## Triệu chứng của bệnh carê
Triệu chứng: chảy nước mắt, sốt, ho, nôn, tê liệt.